# Ibolyakékvállú amazília
Az ibolyakékvállú amazília (Agyrtria violiceps) a madarak osztályának sarlósfecske-alakúak (Apodiformes) rendjébe és a kolibrifélék (Trochilidae) családjába tartozó faj.
A magyar név forrással nincs megerősítve.

## Rendszerezés
Besorolása vitatott, egyes rendszerezők az Agyrtria nembe sorolják Agyrtria violiceps néven.

## Előfordulása
Az Amerikai Egyesült Államok déli részén, valamint Mexikó és Guatemala területén honos. A természetes élőhelye szubtrópusi vagy trópusi száraz erdők, síkvidéki esőerdők, síkvidéki cserjések, valamint erősen leromlott egykori erdők, ültetvények, vidéki kertek és városi környezet.

## Alfajai
- Agyrtria violiceps ellioti (Berlepsch, 1888)
- Agyrtria violiceps violiceps (Gould, 1859)